# Grand Prix Jihoafrické republiky 1969
Grand Prix Jihoafrické republiky 1969 (oficiálně Third AA Grand Prix of South Africa) se jela na okruhu Kyalami v Midrandu v Jihoafrické republice dne 1. března 1969. Závod byl prvním v pořadí v sezóně 1969 šampionátu Formule 1.

## Kvalifikace
| Poř. | No. | Jezdec               | Konstruktér   | Čas    | Ztráta |
| ---- | --- | -------------------- | ------------- | ------ | ------ |
| 1    | 14  | Jack Brabham         | Brabham-Ford  | 1:20.0 | —      |
| 2    | 2   | Jochen Rindt         | Lotus-Ford    | 1:20.2 | +0.2   |
| 3    | 5   | Denny Hulme          | McLaren-Ford  | 1:20.3 | +0.3   |
| 4    | 7   | Jackie Stewart       | Matra-Ford    | 1:20.4 | +0.4   |
| 5    | 9   | Chris Amon           | Ferrari       | 1:20.5 | +0.5   |
| 6    | 3   | Mario Andretti       | Lotus-Ford    | 1:20.8 | +0.8   |
| 7    | 1   | Graham Hill          | Lotus-Ford    | 1:21.1 | +1.1   |
| 8    | 6   | Bruce McLaren        | McLaren-Ford  | 1:21.1 | +1.1   |
| 9    | 18  | Basil van Rooyen     | McLaren-Ford  | 1:21.8 | +1.8   |
| 10   | 16  | John Love            | Lotus-Ford    | 1:22.1 | +2.1   |
| 11   | 8   | Jean-Pierre Beltoise | Matra-Ford    | 1:22.2 | +2.2   |
| 12   | 4   | Jo Siffert           | Lotus-Ford    | 1:22.2 | +2.2   |
| 13   | 15  | Jacky Ickx           | Brabham-Ford  | 1:23.1 | +3.1   |
| 14   | 11  | Jackie Oliver        | BRM           | 1:24.1 | +4.1   |
| 15   | 12  | Pedro Rodríguez      | BRM           | 1:25.2 | +5.2   |
| 16   | 19  | Peter de Klerk       | Brabham-Repco | 1:27.2 | +7.2   |
| 17   | 17  | Sam Tingle           | Brabham-Repco | 1:50.4 | +30.4  |
| EXC  | 10  | John Surtees         | BRM           | 1:21.8 | +1.8   |

## Závod
| Poř.   | No. | Jezdec               | Konstruktér   | Počet kol | Čas/Odstoupení    | Pořadí na startu | Body |
| ------ | --- | -------------------- | ------------- | --------- | ----------------- | ---------------- | ---- |
| 1      | 7   | Jackie Stewart       | Matra-Ford    | 80        | 1:50:39.1         | 4                | 9    |
| 2      | 1   | Graham Hill          | Lotus-Ford    | 80        | + 18.8            | 7                | 6    |
| 3      | 5   | Denny Hulme          | McLaren-Ford  | 80        | + 31.8            | 3                | 4    |
| 4      | 4   | Jo Siffert           | Lotus-Ford    | 80        | + 49.2            | 12               | 3    |
| 5      | 6   | Bruce McLaren        | McLaren-Ford  | 79        | + 1 kolo          | 8                | 2    |
| 6      | 8   | Jean-Pierre Beltoise | Matra-Ford    | 78        | + 2 kola          | 11               | 1    |
| 7      | 11  | Jackie Oliver        | BRM           | 77        | + 3 kola          | 14               |      |
| 8      | 17  | Sam Tingle           | Brabham-Repco | 73        | + 7 kol           | 17               |      |
| NC     | 19  | Peter de Klerk       | Brabham-Repco | 67        | + 13 kol          | 16               |      |
| Ret    | 2   | Jochen Rindt         | Lotus-Ford    | 44        | Palivové čerpadlo | 2                |      |
| Ret    | 10  | John Surtees         | BRM           | 40        | Motor             | 18               |      |
| Ret    | 12  | Pedro Rodríguez      | BRM           | 38        | Únik vody         | 15               |      |
| Ret    | 9   | Chris Amon           | Ferrari       | 34        | Motor             | 5                |      |
| Ret    | 14  | Jack Brabham         | Brabham-Ford  | 32        | Zacházení         | 1                |      |
| Ret    | 3   | Mario Andretti       | Lotus-Ford    | 31        | Převodovka        | 6                |      |
| Ret    | 16  | John Love            | Lotus-Ford    | 31        | Zapalování        | 10               |      |
| Ret    | 15  | Jacky Ickx           | Brabham-Ford  | 20        | Zapalování        | 13               |      |
| Ret    | 18  | Basil van Rooyen     | McLaren-Ford  | 12        | Brzdy             | 9                |      |
| Zdroj: |     |                      |               |           |                   |                  |      |

## Průběžné pořadí po závodě
Pohár jezdců
| Pořadí | Jezdec         | Body |
| ------ | -------------- | ---- |
| 1      | Jackie Stewart | 9    |
| 2      | Graham Hill    | 6    |
| 3      | Denny Hulme    | 4    |
| 4      | Jo Siffert     | 3    |
| 5      | Bruce McLaren  | 2    |
| Zdroj: |                |      |

Pohár konstruktérů
| Pořadí | Konstruktér  | Body |
| ------ | ------------ | ---- |
| 1      | Matra-Ford   | 9    |
| 2      | Lotus-Ford   | 6    |
| 3      | McLaren-Ford | 4    |
| Zdroj: |              |      |